# Plebiscito de reforma jubilatoria en Uruguay en 1989
El plebiscito de reforma jubilatoria de 1989 fue una consulta popular realizada el domingo 26 de noviembre de 1989, en simultáneo con las elecciones generales, cuyo objetivo era reformar la constitución para asegurar incrementos en las jubilaciones. La propuesta contó con un 72,5% de apoyo popular (respecto al total de votantes habilitados), por lo que fue aceptada.

## Historia
Esta iniciativa partió de numerosas agrupaciones de jubilados y pensionistas, que habían visto sus pasividades sistemáticamente recortadas, tanto durante la dictadura cívico-militar como en los primeros años de restauración democrática. El Banco de Previsión Social, otrora próspero, se había ido convirtiendo cada vez más en una institución insolvente, debido a múltiples factores: desfinanciación, pésima cantidad de trabajadores aportantes por pasivo, exceso de jubilaciones de privilegio, etc.
Así, los impulsores procuraron un mecanismo que garantizase la indexación de los aumentos jubilatorios al aumento medio de los salarios. Otro aspecto importantísimo a destacar, es la financiación de las pasividades: si no alcanza con lo recaudado por concepto de aportes a la Seguridad Social, el Estado deberá asistir financieramente al BPS (es decir: recaudar impuestos para pagar jubilaciones y pensiones).

## Partidarios y detractores
Entre los promotores cabe destacar a Luis Colotuzzo (nacionalista), Mario Cantón (colorado) y Ernesto Murro (frenteamplista).
De los sectores políticos que apoyaron esta reforma, cabe mencionar a todo el Partido Nacional, el pachequismo, los legisladores colorados Manuel Flores Silva y Víctor Vaillant, el Frente Amplio en su casi totalidad y el Nuevo Espacio. Notorios opositores fueron el presidenciable Jorge Batlle Ibáñez (quien pagó con una dura derrota esta postura), los demás sectores alineados con la Lista 15, Libertad y Cambio, y el MPP (este sector motivó su oposición en el hecho de que las jubilaciones de privilegio no iban a ser topeadas con esta reforma).

## Resultado
El resultado del plebiscito fue ampliamente favorable a la reforma, 4 de cada 5 ciudadanos le dieron su respaldo.

## Consecuencias
Cuando asumió el candidato ganador Luis Alberto Lacalle, una de sus primeras leyes fue de ajuste fiscal; siendo esta reforma jubilatoria una de sus causas. 
Otra consecuencia que acarreó la reforma fue la distribución del ingreso, con un incremento del nivel de vida de la tercera edad en el Uruguay. El gasto en seguridad social, del 11% del PBI en 1990 pasó al 17% en 2001.
Se suele decir que esta reforma tuvo una virtud: puso sobre la mesa una bomba que estaba a punto de explotar. Se intentaron varias soluciones para reformar el sistema previsional; hasta que, a fines de 1996, durante la segunda presidencia de Julio María Sanguinetti y con el apoyo de Alberto Volonté y demás socios coalicionistas, se creó un Sistema Previsional Mixto (Ley 16.713), caracterizado por las AFAP.